# ヘンリー・シンプソン・ブリッジマン
ヘンリー・シンプソン・ブリッジマン（英語: Henry Simpson Bridgeman、1757年4月12日 – 1782年7月26日）は、グレートブリテン王国の政治家。

## 生涯
第5代準男爵サー・ヘンリー・ブリッジマンと妻エリザベス（Elizabeth、旧姓シンプソン（Simpson）、1735年11月14日 – 1806年3月6日、ジョン・シンプソンの娘）の長男として、1757年4月12日に生まれた。ハーロー校とニューコムズ・スクールで教育を受けた後、1775年6月3日にケンブリッジ大学トリニティ・カレッジに入学した。
1780年8月にウィガン選挙区の補欠選挙に出馬した。ブリッジマン家はウィガン選挙区で勢力を有しており、有力者の第3代ポートランド公爵ウィリアム・キャヴェンディッシュ＝ベンティンクが譲歩したこともあって当選を果たし、同年の総選挙では対立候補の初代準男爵サー・リチャード・クレイトンがポートランド公爵の支持を得られなかったため、ブリッジマンは58票（得票数1位）で難なく再選した。
議会では父と同じくロッキンガム侯爵派に属し、ノース内閣期（1770年 – 1782年）に野党の立場にあったが、健康の悪化により1781年夏以降は登院しなくなり、1782年初には外国に滞在した。
1782年7月26日、生涯未婚のまま父に先立って死去した。